# Eduardo Toda

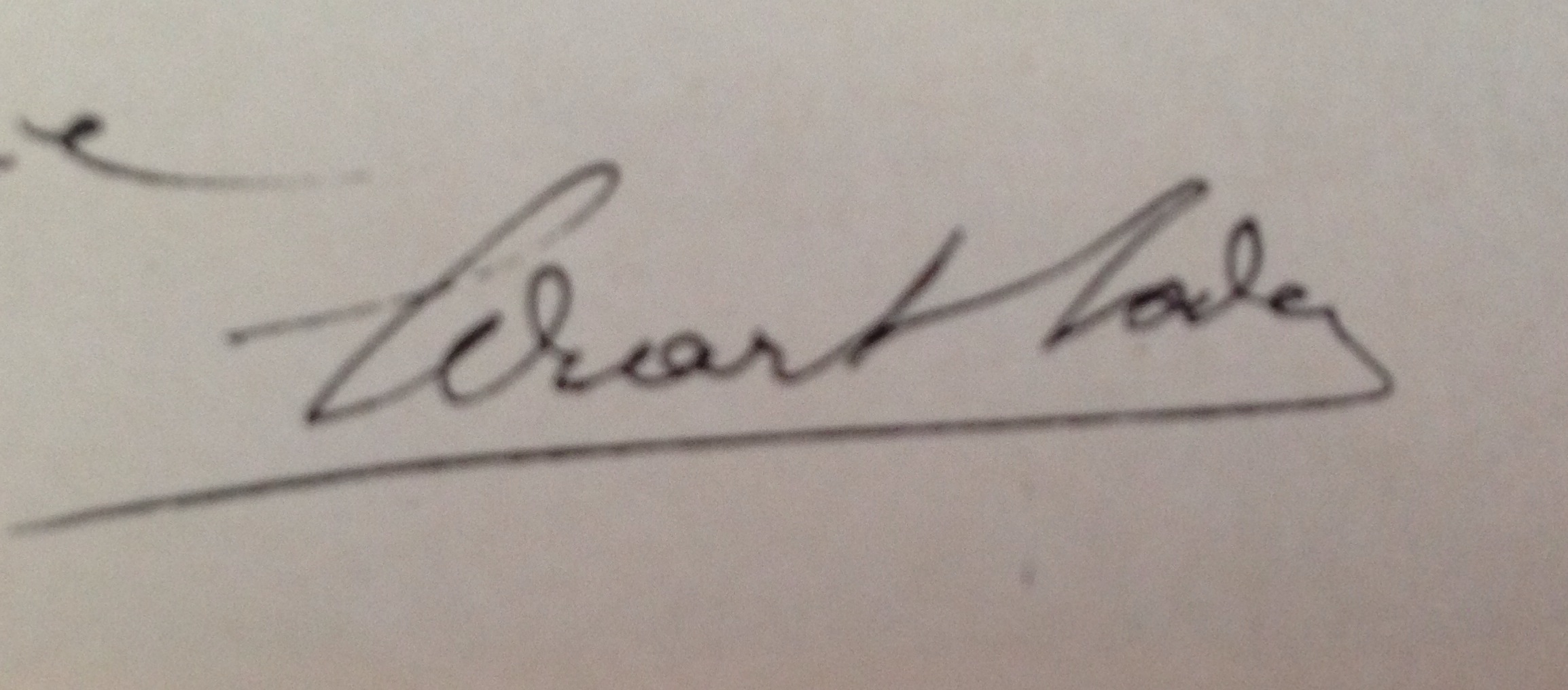
Signature d'Eduardo Toda

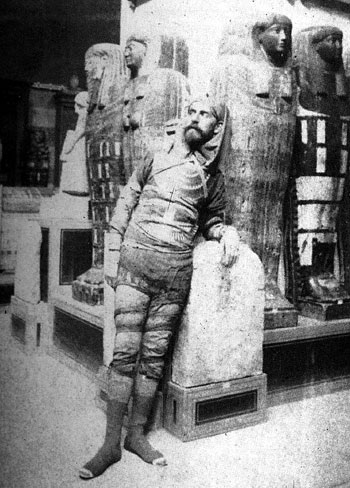
Eduardo Toda habillé comme une momie au musée de Bulaq (Le Caire)

Eduardo Toda y Güell (Reus, 9 janvier 1852 -Poblet, 26 avril 1941) est un diplomate, historien et égyptologue espagnol.

## Biographie
Il fait des études de droit à l'Université centrale de Madrid et devient vice-consul à Macao puis à Hong Kong, Canton et Shanghai.
Consul général d'Espagne au Caire (1884-1886), il se passionne pour la civilisation égyptienne et devient ami de Gaston Maspero. Visitant la Haute-Égypte, il découvre et ouvre à Deir el-Médineh la tombe intacte de Sennedjem.
Envoyé à Helsinki puis au Havre, il décide d'abandonner sa carrière diplomatique et part s'installer à Londres. De retour en Espagne en 1918, il crée la collection Estudios Egiptológicos pour tenter de faire naître en Espagne une école d'égyptologie, mais n'y parvient pas.
Traducteur de l’œuvre de George Rawlinson, Historia del Antiguo Egipto (1894), il s'installe au château d'Escornalbou où il se consacre à l'histoire du monastère de Poblet.
Professeur à l’École de bibliothécaires de la Diputación Provincial de Barcelone (1939), correspondant de l'Institut d'Estudis catalans et membre de la Real Academia de Buenas Letras de Barcelone, il offre sa bibliothèque à de nombreuses institutions catalanes et donne sa collection de numismatique à l'Archivo Histórico Nacional et ses objets égyptiens au musée archéologique national et au musée Balaguer de Vilanova i la Geltrú.

## Travaux
- Macao (Recorts de viatje), 1877
- Poblet. Recorts de la Conca de Barberá, 1883
- Sesostris, 1886
- La Vida en el Celeste Imperio, 1887
- La Muerte en el Antiguo Egipto, 1887
- Son Notem en Tebas :  Inventario y textos de un sepulcro egipcio en la XX dinastía, 1887
- Catálogo de la Colección Egipcia de la Biblioteca-Museo Balaguer, 1887
- A través del Egipto, 1889